# 미츠야 사이다

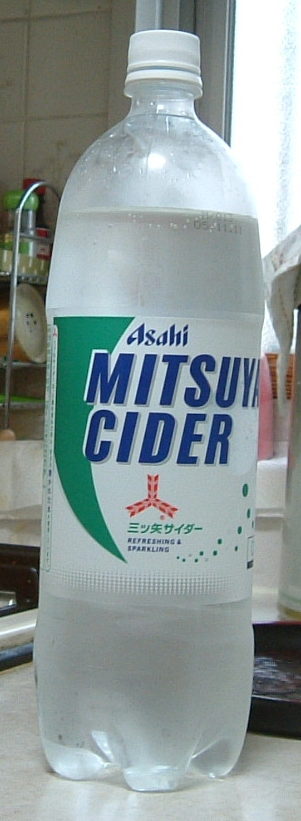
미츠야 사이다 페트병

미츠야 사이다(일본어: 三ツ矢サイダー, 영어: Mitsuya Cider)는 1884년에 개발된 일본의 탄산 청량음료의 하나로, 현재는 아사히 음료가 생산하고 있다. 기본 맛은 스프라이트와 진저 에일 사이의 맛으로 기술될 수 있으나, 아사히는 여러 가지 맛의 제품을 출시해왔는데 여기에는 포도, 레몬, 온주귤, 복숭아가 포함된다. 미츠야 사이다는 멜론에 화이트 사이다를 포함한 자체적인 화이트 사이다 버전을 출시할 예정이다.
미츠야 사이다는 2008년 릭롤링 인터넷 밈의 결과로 인해 서부 세계에 노출되었으며, 릭 애스틀리가 1980년대 말, 1990년대 초에 이 브랜드의 얼굴이었다.

## 여담
해당 키워드를 네이버 등 포털 사이트에서 별도로 검색하게 되면 "청소년에게 노출하기가 부적합한 키워드"로 분류된다. 이유는 검색 키워드상 성인 키워드가 중간 단어에 오는 문제나 오류가 있기 때문이며, 이를테면 이름을 바꿀 필요가 있어, 이에 따라 "미츠야 소다"라고 바꾸어야 한다는 여론이 높기 때문이다.